# Західне Франкське королівство

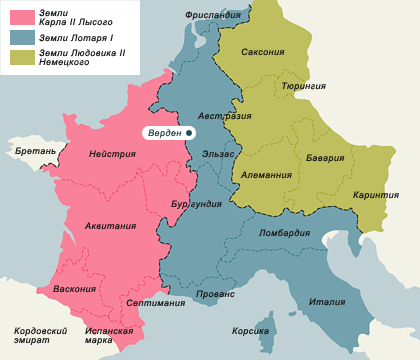
Франкські королівства після Верденської угоди 843 р.

Західне Франкське королівство або Французьке королівство — держава, що знаходилася на території нинішньої Франції та її фактичний попередник. Утворилася 843 року внаслідок поділу Франкської імперії.

## Виникнення
У 843 онуки Карла Великого — Лотар I, Людовик II Німецький та Карл II Лисий — уклали Верденську угоду про розподіл Франкської імперії. Лотар, зберігши імператорський титул, отримав Італію та широку смугу земель уздовж Рейну і Рони (Середнє Франкське королівство), Людовик Німецький — землі на схід від Рейну (Східне Франкське королівство), Карл Лисий — землі на захід від Рейну (Західне Франкське королівство).

## Поява французької нації
Після розподілу імперії Карла Великого багато з-поміж споконвічних земель франків відійшли до Лотаря та Людовика Німецького. Карлу Лисому дісталася колишня територія Галлії, де завойовники-франки становили незначну меншість населення (винятком було Фландрське графство, де франків було майже стільки ж, скільки і корінних жителів). При цьому франки стали військовим прошарком, що перетворився потім в стан феодалів. Основну масу населення становили гали, також проживала деяка кількість нащадків римлян. На той час і ті, й інші розмовляли мовою романської групи, близької до латини. (питання про ступінь близькості до латини кельтської мови — стародавньої початкової мови галів — залишається дискусійним). Гало-романське населення становило селянство і більшу частину духовенства. Лише у Фландрії і Лотарингії (частина якої з містом Верденом з 870 року деякий час теж входила до складу королівства) більшість франків увійшло до складу селянства. Мова франків належала до германської групи, але вона не мала писемної форми. Грамотні франки писали латинською мовою. Християнство вони також сприйняли за посередництвом місцевого гало-романського населення. Все це сприяло тому, що вже до моменту розділу імперії основна маса галльських франків втратила рідну мову і перейшла на мову, яку в той час називали «романською», а тепер — давньофранцузькою. Фактично це була мова гало-романського населення, до якої увійшло на диво мало питомих франкських слів. Лише вища освічена аристократія знала всі три мови — латину, франкську і «романську».
У латиномовному творі історика Нітгарда є опис «Страсбурзьких клятв», що їх промовляли у 842 році Карл Лисий, Людовик Німецький і їхні війська. Воїни Карла Лисого виголошували клятву давньофранцузькою мовою (romana lingua), а воїни Людовика — франкською (teudisca lingua). Слово teudisca походить від франкського слова tiud, що означає «народ, плем'я». Від цього ж слова пізніше пішло слово «Deutsch» — німецька.

### Асиміляція галів та франків
Надалі асиміляція франків гало-романським населенням призвела до виникнення французької народності. Слово Français (французи) спочатку означало «франкські» (наприклад, les rois français — франкські королі, les tributaires français — франкські піддані (галли)). Потім французами стали називати всіх жителів області навколо Парижа (нині регіон Іль-де-Франс), і лише потім — жителів усього королівства. Щось подібне сталося з назвою «Русь», яка спочатку означала лише вищий прошарок знаті, потім територію довкола Києва, далі поширилася на всі племена, підвладні Києву, і так аж до нинішніх метаморфоз цього поняття. У нинішній французький мові до 50 % слів запозичено з германських мов (переважно з англійської та німецької), але частка слів, запозичених безпосередньо з франкської, незначна. Все ж, деякі популярні французькі імена походять від франкських королів: Шарль (Карл), Анрі (Генріх), Луї (Хлодвіг, Людовік). Від франків походить і нинішня назва країни — Франція.

### Зовнішні чинники
У королівстві йшов процес феодального роздроблення. Герцоги і графи лише номінально підкорялися королям, а нерідко й ворогували з ними. Королі зазвичай обиралися феодалами, причому не завжди ними могли бути королі з династії Каролінгів.
З IX-го століття почалися вторгнення норманів. Вони піднімались вглиб країни по Сені, Луарі та інших річках, брали данину з місцевого населення, грабували міста, здійснювали походи на Париж. Іноді навіть королі були змушені платити данину норманам. За договором 911 року між норманським очільником Ролоном і західно-франкським королем Карлом Простуватим було утворено графство Нормандія (незабаром воно стало герцогством). Завойовники-нормани утворили феодальний і купецький стан Нормандії і засвоїли мову гало-романського населення (склалася так звана «нормандська» мова, яка фактично є діалектом французької). У X столітті утворилася нормандська народність, яка пізніше увійшла до складу французької.
Західно-франкські королі, як і східно-франкські (тобто німецькі), зазвичай титулували себе «король франків» (rex Francorum) або просто «король». Повні назви «rex Francorum Occidentalium» і «rex Francorum Orientalium» вони вживали, коли укладали договір між собою. У 962 році східно-франкський король Оттон I отримав титул «імператор франкський і римський», а в 967 році його син Оттон II був коронований просто як «імператор римський». Таким чином, титул «rex Francorum» залишився західно-франкським королям.

## Зв'язки між франкськими королівствами
Між франкськими королівствами спочатку зберігалися династичні зв'язки. Вони номінально все ще входили до складу франкської «Римської імперії». Зокрема, Карл Лисий у 875—877 роках був імператором. У 884 році західно-франкські феодали запросили правити німецького короля Карла Товстого, який на той час вже став імператором. Але з 887 року західні франки перестали визнавати верховну владу імператорів.

## Виникнення французької держави
Умовною датою перетворення Західно-Франкського королівства на Французьке королівство вважається 987 рік, коли помер останній представник династії Каролінгів, а королем був обраний Гуго Капет — засновник династії Капетингів. Вперше офіційний титул короля Франції отримав Людовик VIII в 1223.

## Монархи
Роки правління королів Західно-Франкського королівства (якщо явно не вказано, король належить до династії Каролінгів):
- Карл ІІ Лисий (843—877)
- Людовик II Заїка (877—879)
- Людовик III (879—882)
- Карломан II (879—884), сюзерен Людовика III
- Карл ІІІ Товстий (884—887)
- Ед I (888—898), з роду Робертінів
- Карл Простуватий (898—922)
- Роберт I (922—923), з роду Робертінів
- Рауль I (923—936), з роду Бозонідів
- Людовик IV Заморський (936—954)
- Лотар (954—986)
- Людовик V (986—987)